# Hämarthros
Der Fachbegriff Hämarthros (von altgr. αἷμα haima Blut und ἄρθρον Gelenk) bezeichnet in der Medizin das Vorhandensein von Blut in der Gelenkhöhle. Ein Hämarthros ist eine Sonderform des Gelenkergusses.
Die Ursachen können unterschiedlicher Natur sein. Am häufigsten verursachen Unfälle eine Einblutung in das Gelenk, es kann jedoch auch bei Gerinnungsstörungen wie zum Beispiel bei der Hämophilie oder Einnahme gerinnungshemmender Medikamente (z. B. Cumarinen) zu spontanen Einblutungen kommen. Auch nach Operationen kann es zu einem Hämarthros kommen.
Nach Rückgang eines Hämarthros kann es zu Verklebungen der Synovialmembran kommen, die den Bewegungsumfang des Gelenks stark einschränken können.

## Hämarthros des Kniegelenkes
Am häufigsten kommt es zum Hämarthros des Kniegelenkes im Rahmen eines so genannten Kniegelenksbinnenschadens wie etwa einem Kreuzbandriss, Meniskusrissen, Verletzungen der Seitenbänder oder Knochenbrüchen (Frakturen) mit Gelenkbeteiligung. Auch bei der Ausrenkung der Kniescheibe (Patellaluxation) kommt es regelmäßig zum Hämarthros des Kniegelenkes durch Zerreißen der Bänder. In der Regel stellt ein Kniehämarthros eine Indikation zur Kniegelenksspiegelung (Arthroskopie) dar.